# Henri Dikongué
Henri Dikongué, né le 6 décembre 1967 à Douala au Cameroun, est un chanteur et musicien camerounais.

## Biographie
Né à Douala, Henri Dikongué a grandi à Yaoundé, la capitale. Il est né dans une famille de musiciens : c’est auprès de son oncle qu’il apprend la guitare acoustique, et avec sa grand-mère qu'il pratique le chant dans des chorales protestantes. Henri chante en douala, langue de la ville natale de ses parents, et en français pour quelques titres,,.
Henri Dikongué vit en France depuis 1985, tout d’abord à Besançon pour des études de droit, qu’il abandonne pour la musique. Il rejoint la compagnie théâtrale et musicale panafricaine "Masques et Tam-Tam". Il y rencontre le comédien Martin Yog, les chanteurs et musiciens Alfred M’Bongo et Manuel Wandji.
En 1989, il est à Paris pour une école de guitare classique et la production avortée d’un enregistrement. Trois ans plus tard, il retrouve Manuel Wandji, avec qui il collabore étroitement. Présent au festival de musique africaine Africolor en 1997, à Saint-Denis, il joue également aux États-Unis, avec une dizaine de concerts en Californie en juin 1998, puis dix-huit autres, de la côte ouest à la côte est, en septembre 1998.
Il collabore notamment avec Manu Dibango et Papa Wemba.
Manuel Wandji produit et arrange son premier album : Wa. À cette occasion, il rassemble quelques-uns des musiciens tels que Étienne M'Bappé, Armand Sabal-Lecco, Martino Atangana ou Vincent Nguini, sans oublier la chanteuse antillaise Cathy Renoir. Les albums C'est la Vie et "N'oublie jamais" sont produits par BUDA MUSIC en 1997 et 2000. L'album "C'est la vie" fut classé premier au World Music Charts Europe en janvier 1998. La chanson C'est La Vie, écrite par Jean-Michel Blan, artiste peintre et auteur, fut classée en 1997-98 vingtième meilleure rotation francophone dans le monde. Dans cet album, il est accompagné sur un autre titre, Bulu bo windi tenge, par le pianiste antillais Alain Jean-Marie.
La chanson "Ndutu" est utilisée en 2000 par Kodak pour un spot publicitaire télévisé aux États-Unis.
En 2005 il auto-produit l'album Biso Nawa, puis Diaspora en 2016 avec son label Jazz Out Prod
En 2014, il se produit au Québec. En 2016, c'est à Douala le 12 mai et à Yaoundé le 14 mai qu'il vient présenter la sortie d'un nouvel album, Diaspora, annoncé depuis plus d'un an.
En 2017, Henri Dikongué créé sa société d'éditions musicales "Les Editions C'Est La Vie - Munia".
En 2023 sort "Derrière ton masque" toujours sous son label Jazz Out Prod et édité par Les Edition c'est La Vie - Munia.
RFI nouvel opus d'Henri Dikongué & Diklau

## Discographie
- 1995 : Wa[11],[12]
- 1997 : C'est la vie[13],[7],[14]
- 2000 : N'oublie jamais[15]
- 2005 : Biso Nawa[11]
- 2010 : Anthologie Africa
- 2016 : Diaspora[16],[17],[18],[19]
- 2023 : "Derrière ton masque"